# Українсько-кримськотатарські відносини
Поняття українсько-кримськотатарські відносини стосується передусім відносин між українськими на кримськотатарськими державами і військовими утвореннями (середньовічними князівствами у складі Великого князівства Литовського та Гетьманщини з Кримським ханством, Українською Народною Республікою з Кримською Народною Республікою). Водночас це поняття також поширюється на культурні взаємини українського та кримськотатарського народів, а в сучасному котексті — також на взаємини між сучасною українською державою та кримськотатарською громадою.

## Період Кримського ханства

### За часів Великого князівства Литовського та Речі Посполитої (1441-1648)
Кримське ханство у Криму виникла в процесі розпаду Золотої Орди у 1449 році з утвердженням кримського хана Хаджі I Ґерая, за підтримки великого князя литовського Казимира і русько-литовських військ. На перших порах стосунки Кримського ханства з Великим князівством Литовським та Польщею були союзницькими, Хаджі Ґерай підтримував Казимира у поході на Новгород та воював з ханом Великої Орди, Махмудом, який здійснював похід на Литву.
Його наступник, Менґлі I Ґерай у перші роки теж проводив дружню щодо Литви політику. Однак у 1475 році він змушений був визнати османського султана халіфом усіх мусульман. А з 1480-х років починає орієнтуватись на союз з Великим князівством Московським проти ВКЛ та Великої Орди. За активної підтримки з боку великого князя Івана ІІІ кримськотатарські війська починають регулярні вторгнення у литовські володіння, зокрема в Україну. В 1482 році в ході походу велике кримське військо захопила і розграбувала Київ та взяла великий полон, в тому числі воєводу Івана Ходкевича.

### Гетьманщина (1648-1750)
У 1648 році гетьман Богдан Хмельницький перед початком повстання уклав союз з Османською імперією і кримським ханом Іслям III Ґераєм; кримське військо відіграло важливу роль у перемогах козаків над Річчю Посполитою, зокрема битва під Корсунем (1648) і Зборовом (1648). Однак кримська допомога іноді була непевна. У 1651 році під час битви під Берестечком за деякими джерелами хан захопив Хмельницького  в полон, внаслідок чого козацьке військо зазнало тяжкої поразки, і Україна була змушена підписати невигідний для неї Білоцерківський договір. Водночас Грушевський пише, що Хмельницького кримські татари не силували, він полишив поле битви за власного бажання
Під час Північної війни, передусім коли гетьман Іван Мазепа уклав союз з Карлом XII, гетьманський уряд сподівався залучити Крим та Османську імперію до антимосковської коаліції, проте поразка у Полтавській битві 1709 року перекреслила можливості для українсько-кримського союзу. Після зруйнування Батурина Запорозьке військо мало союз з Кримом до 1733 року.

## Після Кримського ханства

### Російська імперія (1750-1917)
Коли Кримське ханство увійшло до складу Новоросійської, а з 1802 до Таврійської губернії, кримські татари залишилися в Криму. Не зважаючи на маніфест Катерини II (8 квітня 1783), який запевняв кримським татарам їхні національні і релігійні права, переслідування з боку царського уряду змусило кримських татар емігрувати до Османської імперії, особливо в 1785 — 1800 pp. Разом з тим, кількість кримських татар зменшилася з 200 тис. у 1775 до 199 тис. у 1797 році. У зв'язку з одночасною імміграцією до Криму росіян, українців, німців тощо відсоток кримських татар зменшився з 80 до 35,5 %.
Також з соціального погляду кримськотатарське населення потерпіло: до 1796 закріпачено селян, а більшість землі віддано російській шляхті. Російський уряд не дбав про збереження та нищив кримськотатарські пам'ятки архітектури і мистецтва. Також відбувалося переслідування мусульман, руйнування мечетей або їх перетворення на православні церкви (у 1805 було 1556 мечетей, у 1914—729).
Кримськотатарське національне відродження почалося у 1880-х pp. Його основоположником був Ісмаїл Гаспринський (1851 — 1914). Це були змагання за створення для всіх османів і кримських татар однієї мови, за реформу освіти, модифікацію мусульманського суспільства, свободу для жінок. У 1883—1914 у Бахчисараї виходив часопис «Терджіман», який обслуговував усіх тюрків Російської Імперії і поширював панісламські й пантюркські ідеї. На початку XX століття постала нова генерація «молодотатар», які під проводом А.Мегді з центром у Карасубазарі вели революційно-політичну діяльність, подібну до діяльності соціалістів-революціонерів. Вони взяли активну участь у Державній Думі (1907) і співпрацювали з українцями у складі Союзу автономістів. Студенти Стамбульського університету (Джафер Сейдамет) 1909 року заснували організацію «Ватан» («Вітчизна»), яка стала основою політичного відродження 1917 року.
По березневій революції 1917 кримські татари змагалися за культурну, згодом територіальну автономію, врешті — за самостійність. 7 квітня 1917 року з'їзд представників кримських татар у Симферополі обрав Мусульманський виконавчий комітет і муфтія Номана Челебіджихана. У грудні 1917 року скликано Курултай кримськотатарського народу у Бахчисараї, який затвердив текст татарської конституції, обрав уряд на чолі з Номаном Челебіджиханом. Цей уряд зайшов у конфлікт з Радою нар. представників Криму, в якій більшість становили російські соціал-демократи і соціал-революціонери.

### Визвольні змагання (1917-1922)
1917 між кримськими татарами й Українською Центральною Радою встановилися добросусідські відносини; делегація кримськотатарського виконавчого комітету відбула на запрошення Центральної Ради наради з Михайлом Грушевським, Володимиром Винниченком для узгіднення спільної дії проти російського централізму. На з'їзді народів у Києві (21—29.09.1917) Україна і Крим дали обіцянку взаємодопомоги. Проголосивши III Універсалом (20 листопада 1917) Українську Народну Республіку, Центральна Рада залишила Крим поза своїм обсягом. Український уряд вислав офіційну делегацію на скликання «Курултаю», а на Берестейській мировій нараді О.Севрюк заявив, що російська делегація не має права заступати Крим, бо це не є російська територія.
У січні 1918 року владу в Криму захопили більшовики. У квітні 1918 більшовиків витиснули з північного Криму українські війська під командуванням полковника Петра Болбочана, але на вимогу німців були змушені покинути Крим. Головою кримськотатарського уряду обрано Джафера Сейдамета (18.05—5.06.1918), однак німці передали урядування генералові Сулейману Сулькевичу (литовському татаринові), який вів проросійську, неприхильну до України політику. Це призвело до митної війни між Україною й Кримом і примусило Крим до переговорів (Київ, вересень 1918) та до прелімінарної умови, на підставі якої Крим мав увійти до складу України, діставши внутрішню автономію, яка однак не була реалізована. За Директорії УНР, відрізана від Криму, не могла займатися кримськотатарським питанням. На весні 1919 року Крим захопили на короткий час більшовики, потім армія Денікіна і Врангеля, які придушували кримських татар прагнення до автономії. У листопаді 1920 більшовики втретє зайняли Крим і 18.10. 1921 проголосили Кримську Автономну Республіку у складі РРФСР.

### СРСР (1922-1991)
1923—1927 кримські татари мали деяку можливість розвивати свою культуру, але «татаризація» Криму була лише частково можлива, бо кримці становили (1926 року) тільки 25,1 % населення Криму. Головою Кримського Центрального Виконавчого Комітету тоді був Велі Ібраїмов. Але вже 1928 року його самого та його співробітників ліквідовано нібито за змову з Туреччиною, у дійсності за співпрацю з кримськотатарською підпільною партією «Міллі Фірка». У 1930-х pp. почалася русифікація (1938 для кримськотатарської мови введено кирилицю з російською графікою, замість латинки, яка 1929 замінила арабське письмо), колективізація, масові заслання, релігійні переслідування, ліквідація політичних і культурних кримськотатарських кадрів.
На еміграції кримці провадили політичну і культурну діяльність у Туреччині (Е. Кірімал). Кримськоатарські прагнення підтримував польський уряд через Східний Інститут у Варшаві. Українці співпрацювали з кримськими татарами у Прометейському русі у Варшаві (С. Сейдамєт) і в Парижі (журнал «Прометей»).
У листопаді 1941 року німці захопили Крим. Більшовики після повернення Криму (квітень 1944) звинуватили кримських татар у співпраці з німцями і постановою від 18 травня 1944 депортували їх до Казахстану й Узбекистану. Постанова Президії Верховної Ради РРФСР від 30 червня 1945 ліквідувала Кримську Автономну РСР і перетворила її на Кримську область. Указом Президії Верховної Ради СРСР від 19.02.1954 Крим приєднано до УРСР. Черговим указом від 28 квітня 1956 кримським татарам було заборонено повертатися до Криму. Ця заборона діяла надалі, хоча указ 5 травня 1967 зняв з кримських татар обвинувачення у співпраці з німцями. На захист прав кримських татар виступали також українці: генерал Петро Григоренко, В'ячеслав Чорновіл та ін.
Українсько-кримськотатарські зв'язки досліджували українські історики, зокрема Микола Костомаров, Михайло Грушевський, Олександр Оглоблин, Дмитро Дорошенко, Домет Олянчин, В. Дубровський, М. Тищенко та ін. Кримські мотиви є в творчості українських письменників: Миколи Костомарова, Степана Руданського, Михайла Коцюбинського («В путах шайтана», «На камені», «Під мінаретами»), Лесі Українки («Крим. спогади», «Крим. відгуки»); Агатангел Кримський подав загальний огляд кримськотатарської літератури, а в 1927 — 1931 чимало матеріалів про кримських татар вміщено в журналі «Східний Світ».

### Відновлена кримська автономія (1991-2014)
З 1989 року почалось масове повернення кримських татар на батьківщину, при цьому ні радянська, ні пізніше українська влада ніяк не допомагала їхньому поверненню. Люди не могли повернутися у житло, де мешкали їхні батьки та інші предки, тому будували нові будинки, які держава не визнавала законними, через що постійно виникали конфлікти.
В лютому 1991 року було відновлено Кримську автономію, але не національного, а територіального характеру. З часом почали з'являтися школи з викладанням кримськотатарської, а в 1998 року було прийнято конституцію Автономної Республіки Крим, яка закріпила за кримськотатарською мовою статус однієї з офіційних мов регіону.
В політичному житті республіки кримськотатарські та українські активісти здебільшого діяли спільно, зокрема після виборів 2006 року в парламенті Криму вони сформували спільну групу Курултай-Рух.

### Після 2014
Анексія Криму Російською Федерацією у березні 2014 року зблизила український і кримськотатарський народи.
20 березня 2014 року Верховна Рада України прийняла Заяву щодо гарантії прав кримськотатарського народу у складі Української Держави. Заявою Україна вперше в історії України:
- гарантувала збереження та розвиток етнічної, культурної, мовної та релігійної самобутності кримськотатарського народу як корінного народу та всіх національних меншин України;
- гарантувала захист та реалізацію невід'ємного права на самовизначення кримськотатарського народу у складі суверенної і незалежної Української Держави;
- визнала Меджліс кримськотатарського народу, виконавчий орган Курултаю кримськотатарського народу, та Курултай як вищий представницький орган кримськотатарського народу[6].

12 листопада 2015 року Верховна Рада визнала депортацію з Криму кримських татар у 1944 році геноцидом кримськотатарського народу і проголосила 18 травня Днем пам'яті жертв геноциду кримськотатарського народу.
Ідуть дискусії щодо конституційного закріплення статусу окупованої АР Крим як кримськотатарської національно-культурної (національно-територіальної) автономії.
Блокада Криму, організована і розпочата восени 2015 року кримськотатарськими активістами, не зустрічає спротиву зі сторони української влади.
МЗС України регулярно виступає на підтримку кримських татар, і засуджує російську репресивну політику щодо них.
7 квітня 2021 року Кабінет Міністрів України затвердив проєкт розпорядження «Про схвалення Концепції розвитку кримськотатарської мови», що передбачає розроблення Стратегії розвитку кримської мови на 2022—2032 роки. Нею регламентується, зокрема, популяризація кримськотатарської, збільшення навчально-методичних матеріалів для її вивчення, а одним із ключових завдань є виключення мови з переліку таких, що перебувають під загрозою зникнення згідно з класифікацією ЮНЕСКО.